# Polystichum shandongense
Polystichum shandongense är en träjonväxtart som beskrevs av J.X.Li och Y. Wei. Polystichum shandongense ingår i släktet Polystichum och familjen Dryopteridaceae. Inga underarter finns listade.